# Данашили
Данашили (кит. трад. 答納失裡皇后, упр. 答纳失里皇后, пиньинь Dá nà shī lǐ huánghòu, буквально: «Императрица Данашили») — первая жена императора Тогон-Тэмура, являлась дочерью канцлера Эль-Тэмура, премьер-министра в первые годы правления её мужа следившего за властью императора. Была выдана замуж за императора в качестве примирения. Вскоре она оказалась замешана в преступлении и казнена. Данашири была замешана в неудавшемся восстании своего брата, которого она пыталась защитить от казни. Она была сослана в Хэфэй за попытку защитить своего брата, а позже отравлена.
Об этой императрице было много сказаний, в которых она унижала и жестоко избивала императрицу Ки, которая тоже являлась женой императора.
12 мая 1334 года родила первенца Тогон-Тэмура, который был его единственным ребёнком от Данашири. Мальчик умер в младенченстве 23 ноября 1334 года из-за кори.

## Образ
- «Императрица Ки» (Республика Корея; 2013—2014); в роли — Пэк Чжин Хи.